# Environnement en Serbie
L'environnement en Serbie est l'environnement (ensemble des éléments - biotiques ou abiotiques - qui entourent un individu ou une espèce et dont certains contribuent directement à subvenir à ses besoins) du pays Serbie, pays d'Europe.

## Contexte
La Serbie est une étape majeure de la nouvelle route de la soie selon le président chinois Xi Jinping
La Chine est devenue le principal investisseur étranger dans les Balkans, à la suite du rachat du port du Pirée, quand la crise ravageait la Grèce. Depuis 2009, Pékin n'a pas arrêté d'avancer ses pions dans les Balkans, en toute opacité.

## La biodiversité de la Serbie

### Milieux, faune et flore
Le climat est de type ...

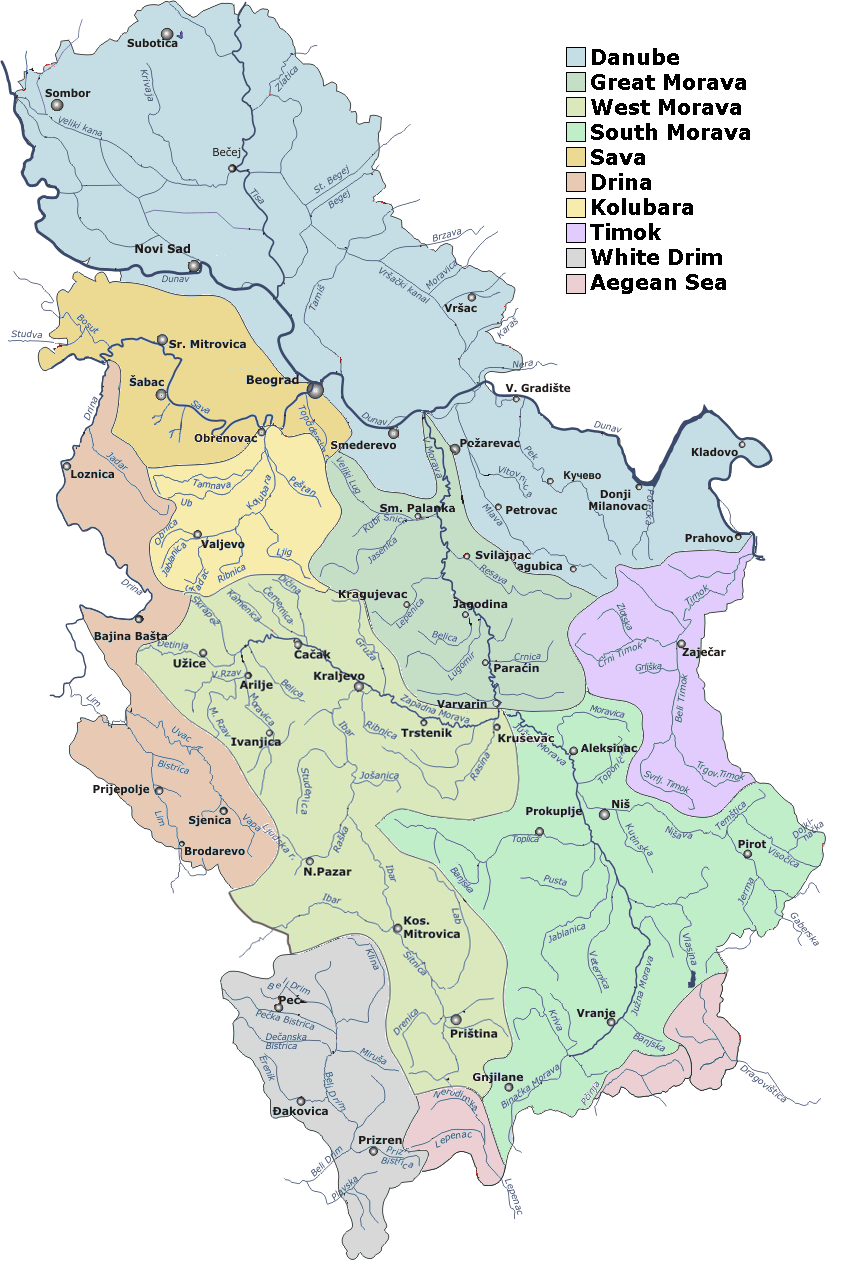
Cours d’eau et principaux bassins versants en Serbie.

Les forêts couvrent une superficie de 25 625 km2, soit 27 % du territoire.

### Aires protégées
En 2003, les espaces naturels protégés de Serbie couvrent 5 % du territoire du pays. La Serbie comptait 5 parcs nationaux, 120 réserves naturelles, 20 parcs naturels et environ 470 sites naturels protégés. Les cinq parcs nationaux correspondent à la Catégorie II de l’UICN[réf. nécessaire].
| Parc national           | Année de création/Révision | Municipalités                                                                           | Superficie (km2) |
| ----------------------- | -------------------------- | --------------------------------------------------------------------------------------- | ---------------- |
| Parc national de Đerdap | 1974/1993                  | Golubac, Majdanpek, Kladovo                                                             | 636,8            |
| Monts Kopaonik          | 1981/1993                  | Raška, Brus                                                                             | 118              |
| Monts Tara              | 1981/1993                  | Bajina Bašta                                                                            | 190              |
| Monts Šar               | 1986/1993                  | Štrpce, Kačanik, Prizren, Suva Reka                                                     | 390              |
| Fruška gora             | 1960/1993                  | Novi Sad, Sremski Karlovci, Beočin, Bačka Palanka, Šid, Sremska Mitrovica, Irig, Inđija | 253,93           |

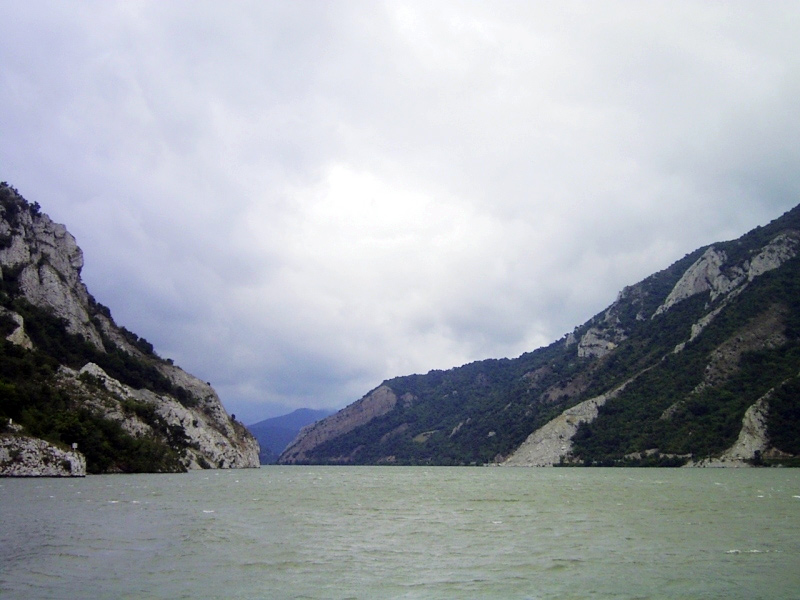
Les Portes de Fer dans le parc national de Đerdap.

Huit sites de Serbie sont inscrits sur la liste Ramsar pour la conservation des zones humides, dont deux ont été ajoutés en 2007.

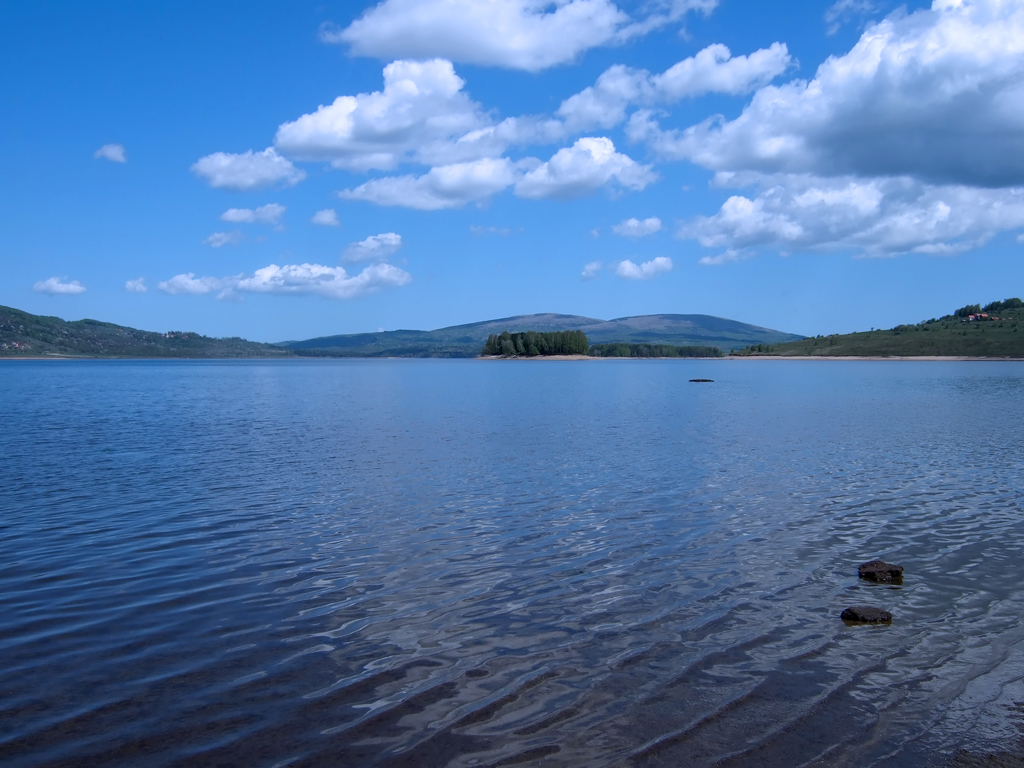
Le lac Vlasina, près de Surdulica.

| Site Ramsar               | Année de désignation | Municipalités | Superficie (km2) |
| ------------------------- | -------------------- | ------------- | ---------------- |
| Gornje Podunavlje         | 2007                 | Voïvodine     | 224,8            |
| Labudovo okno             | 2006                 | Bela Crkva    | 37,33            |
| Lac Ludaš                 | 1977                 | Subotica      | 5,93             |
| Obedska bara              | 1977                 | Pećinci       | 175,01           |
| Peštersko polje           | 2006                 | Sjenica       | 34,55            |
| Slano Kopovo              | 2004                 | Voïvodine     | 9,76             |
| Stari Begej - Carska Bara | 1996                 | Zrenjanin     | 17,67            |
| Vlasina                   | 2007                 | Surdulica     | 32,09            |

## Impacts sur les milieux naturels

### Activités humaines

#### Agriculture
En 2007, les terres arables couvraient une superficie de 3 095 006 ha, soit 30 950 km2 (hors Kosovo).

### Pression sur les ressources non renouvelables
- Dans la vallée de Jadar à l'ouest de la Serbie, un vaste projet d'extraction de lithium est abandonné en janvier 2022, sous la pression de la population. Celle-ci dénonçait l'impact environnemental du projet[9]. Les inquiétudes concernaient notamment le stockage à proximité du Jadar des quelque 57 millions de tonnes de déchets que devait produire la mine au cours de ses quarante ans d’existence[10].

- Depuis le rachat des mines de cuivre de Bor, dans l’Est de la Serbie, par le groupe chinois Zijin fin 2018, l'activité a explosé, la pollution aussi. Les riverains se mobilisent mais se heurtent au mur des autorités[2].

### Pollutions

#### La pollution de l'eau
En 2014, à cause de pluies torrentielles, plusieurs parcs à résidus miniers du pays avaient été inondés, causant d’importantes pollutions.

## L'exposition aux risques
La Serbie est exposée à différents risques : tempêtes, inondations, glissements de terrain...
En 2014, des pluies torrentielles avaient provoqué des crues meurtrières et des glissements de terrain.